# Cantharellus ianthinoxanthus
Cantharellus ianthinoxanthus är en svampart som först beskrevs av René Charles Maire, och fick sitt nu gällande namn av Robert Kühner 1947. Cantharellus ianthinoxanthus ingår i släktet Cantharellus och familjen kantareller.   Inga underarter finns listade i Catalogue of Life.